# پرل درامز
شرکت تجهیزات موسیقی پرل (パール楽器製造株式会社) با نام اختصاری پرل (Pearl)، یک شرکت چندملیتی مستقر در ژاپن با طیف گسترده‌ای از محصولات، که عمدتاً سازهای کوبه‌ای است، می‌باشد.

## تاریخچه
پرل توسط کاتسومی یاناگیساوا -که کار خود را با تولید کردن پایه و نگهدارنده تجهیزات موسیقی در سومیدا، توکیو شروع کرد- در ۲ آوریل ۱۹۴۶ تأسیس شد. در سال ۱۹۵۰، یاناگیساوا فعالیت خود را به تولید درام تغییر داد و نام شرکت خود را "صنایع پرل، با مسئولیت محدود" گذاشت.
در سال ۱۹۵۳، نام شرکت به "شرکت تجهیزات موسیقی پرل" تغییر یافت و تولید گسترش پیدا کرد که شامل درام، طبل رژه، تیمپانی تجهیزات ساز کوبه‌ای لاتین، سنج، پایه و نگهدارنده و تجهیزات می‌شد.
میتسو پسر بزرگ یاناگیساوا، در سال ۱۹۵۷ به پرل پیوست و یک قسمت را برای صادرات محصولات پرل به سراسر جهان، ایجاد کرد. برای پاسخگویی به افزایش تقاضا درام در سراسر جهان پس از ظهور موسیقی راک اند رول، در سال ۱۹۶۱ پرل کارخانه‌ای با مساحت ۱۴۰۰ متر مربع، در چین، برای تولید محصولات ارزان‌تر، ایجاد کرد.